# Dmitri Iwanowitsch Rjabyschew

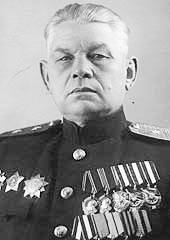
Dmitri Iwanowitsch Rjabyschew

Dmitri Iwanowitsch Rjabyschew (russisch Дмитрий Иванович Рябышев; * 11. Februarjul. / 23. Februar 1894greg. in Kolotowska, Oblast Wojska Donskogo, Russisches Kaiserreich; † 18. November 1985 in Rostow am Don, Sowjetunion) war ein sowjetischer Offizier der Kaiserlich Russischen Armee, der Roten Armee sowie der Sowjetarmee, der zuletzt als Generalleutnant zwischen 1947 und 1950 stellvertretender Oberkommandierender des Ostsibirischen Militärbezirks war.

## Leben
Dmitri Iwanowitsch Rjabyschew trat 1915 in die Kaiserlich Russische Armee ein und diente während des Ersten Weltkrieges zunächst im Donskoier 2. Kosakenregiment an der Nordwestfront. Er wechselte 1917 in die Rote Garde und nahm an der Oktoberrevolution teil. Anschließend wurde er in die Rote Armee übernommen und nahm am Russischen Bürgerkrieg sowie der Niederschlagung des Aufstandes der Basmatschi in Zentralasien teil. In der Folgezeit fand er zahlreiche Verwendungen als Offizier und Stabsoffizier wie zum Beispiel von 1930 und 1933 als Kommandeur der 8. Eigenständigen Kavalleriebrigade sowie anschließend der 8. Gebirgskavalleriedivision. Nach seiner Beförderung zum Brigadekommandeur am 17. Februar 1936 war er zwischen 1936 und 1937 Kommandeur der im Kuban-Gebiet stationierten 13. Kavalleriedivision sowie ab September 1937 Kommandierender General des 4. Kavalleriekorps. Als solcher erhielt er am 22. Februar 1938 die Beförderung zum Divisionskommandeur. Nachdem er am 4. November 1939 zum Korpskommandant befördert worden war, fungierte er zwischen 1939 und 1940 als Kommandierender General des 4. Kavalleriekorps.
Mit der Umstellung der Dienstgrade wurde er am 4. Juni 1940 Generalleutnant und war im Zweiten Weltkrieg zwischen dem 4. Juni 1940 und dem 30. August 1941 Kommandierender General des 8. Mechanisierten Korps. In diese Zeit nahm er an der Panzerschlacht bei Dubno-Luzk-Riwne (23. bis 29. Juni 1941) teil. Anschließend fungierte er im Verlauf des Deutsch-Sowjetischen Krieges (22. Juni 1941 bis 9. Mai 1945) vom 22. Juli 1941 bis zu seiner Ablösung durch Generalmajor Nikolai Wladimirowitsch Feklenko am 15. August 1941 kurzzeitig als Kommandeur der 38. Armee. Als Nachfolger von Generalleutnant Iwan Wladimirowitsch Tjulenew war er zwischen dem 30. August und dem 5. Oktober 1941 Oberkommandierender der Südfront und damit mitverantwortlich für die Schlacht um Kiew (23. August bis 26. September 1941). Von diesem Posten wurde er allerdings wegen der Niederlage bei der Schlacht am Asowschen Meer (26. September bis 11. Oktober 1941) abberufen und durch Generaloberst Jakow Timofejewitsch Tscherewitschenko ersetzt. Im Anschluss war er vom 22. Oktober 1941 bis zum 12. Februar 1942 Kommandeur der im Raum Stalingrad aufgestellten 57. Armee, wurde aber nach der Barwenkowo-Losowajaer Operation durch Generalleutnant Kusma Petrowitsch Podlas ersetzt.
Als Nachfolger des nunmehrigen Armeegeneral Iwan Wladimirowitsch Tjulenew übernahm er vom 5. März 1942 bis zu seiner Ablösung durch Generalmajor Wassili Dmitrijewitsch Krjutschonkin am 4. Juli 1942 den Posten als Kommandeur der 28. Armee und nahm mit dieser an der Schlacht bei Charkow (12. bis 28. Mai 1942) teil. Im Zuge des Fall Blau (28. Juni bis November 1942) befand er sich zwischen Juli 1942 und März 1943 zur besonderen Verfügung im Oberkommando der Roten Armee und war im Anschluss zwischen März und Mai 1943 erst Kommandeur der 3. Reserve-Armee sowie von Mai 1943 bis zum 28. Januar 1944 stellvertretender Kommandeur der 3. Gardearmee. Nachdem er zwischen dem 28. Januar und dem 18. Februar 1944 kurzzeitig Kommandierender General des 34. Garde-Schützenkorps war, war er vom 18. Februar bis zum 29. März 1944 für kurze Zeit selbst Kommandeur der 3. Gardearmee. Anschließend fungierte er zwischen dem 12. April und dem 27. Mai 1944 als Kommandierender General des 3. Garde-Schützenkorps und befand sich daraufhin von Juni bis Juli 1944 zur besonderen Verfügung des Hauptdirektorats für Personal der Roten Armee.
Am 18. April 1944 übernahm Generalleutnant Rjabyschew den Posten als Kommandierender General des 114. Schützenkorps und behielt diesen bis zur bedingungslosen Kapitulation der Wehrmacht am 9. Mai 1945. In dieser Verwendung nahm er an der Ostpreußischen Operation (13. Januar bis 25. April 1945) und der dortigen Schlacht um Ostpommern (10. Februar bis zum 4. April 1945) sowie zuletzt an der Stettin-Rostocker Operation (20. April bis 5. Mai 1945) teil. Nach Kriegsende wurde er 1946 stellvertretender Oberkommandierender des Ostsibirischen Militärbezirks und bekleidete diese Funktion bis zu seinem Eintritt in den Ruhestand 1950.

## Ehrungen und Auszeichnungen
Für seine langjährigen Verdienste wurde Nikolai Nikolajewitsch Woronow mehrmals ausgezeichnet und erhielt unter anderem folgende Ehrungen:
- Leninorden (3×)
- Orden der Oktoberrevolution
- Rotbannerorden (5×)
- Bogdan-Chmelnizki-Orden I. Klasse
- Suworow-Orden II. Klasse
- Kutusoworden II. Klasse
- Orden des Vaterländischen Krieges I. Klasse
- Orden des Roten Sterns
- Jubiläumsmedaille „Zum Gedenken an den 100. Geburtstag von Wladimir Iljitsch Lenin“
- Medaille „Für die Verteidigung Stalingrads“
- Medaille „Sieg über Deutschland“
- Medaille „20. Jahrestag des Sieges im Großen Vaterländischen Krieg 1941–1945“
- Medaille „30. Jahrestag des Sieges im Großen Vaterländischen Krieg 1941–1945“
- Medaille „40. Jahrestag des Sieges im Großen Vaterländischen Krieg 1941–1945“
- Medaille „Für die Befreiung Warschaus“
- Medaille „Veteran der Streitkräfte der UdSSR“
- Jubiläumsmedaille „XX Jahre Rote Arbeiter-und-Bauern-Armee“
- Medaille „30 Jahre Sowjetarmee und Flotte“
- Medaille „40 Jahre Streitkräfte der UdSSR“
- Medaille „50 Jahre Streitkräfte der UdSSR“.
- Medaille „60 Jahre Streitkräfte der UdSSR“

Ihm ist ferner eine Passage in dem 1978 erschienenen Roman So ein langes Leben von Igor Michailowitsch Bondarenko gewidmet.